# Qutab
Il qutab (gutab o gutap) è una frittella a base di farina e burro ripiena di carne e verdure.
Simili ai samsa e ai beljaš, i qutab si differenziano da essi per via della loro frittura profonda. Il ripieno è generalmente composto da agnello, erbe aromatiche, uova, cipolle o zucca.
In Kazakistan i qutab sono accompagnati da panna acida, mentre in Azerbaigian sono riempiti con spinaci, cipollotto e coriandolo, e se ripieni di carne sono aromatizzati al sommacco, in modo da contrastare il grasso dell'agnello.